# Pingen
Pingen kan onder meer betekenen het plaatsen van een code in een tekst op internetfora e.d. waardoor een bepaald persoon een notificatie krijgt.

## Geschiedenis
Pingen verwees tussen 2005 en 2019 naar de mobiele communicatie via de applicatie BlackBerry Messenger, oorspronkelijk alleen via toestellen van het merk BlackBerry maar vanaf 2013 ook via apps op iOS en Android. Berichten werden via dataverkeer of Wifi verzonden via mobiel internet. Het verzonden bericht verscheen direct op het scherm van het ontvangende toestel, dat als waarschuwingstoon een kenmerkend ‘PING’-geluid voortbrengt. De benaming ‘pingen’ komt hiervandaan. Al ‘pingend’ konden tekst, beeld, geluid en video-chat verzonden worden tussen de diverse toestellen met de applicatie. Naderhand kwam er ook een web-interface.
BlackBerry begon in 2005 met de dienst en haalde in 2011 zestig miljoen gebruikers, louter via de eigen toestellen. In 2014, na de multiplatformlancering steeg het aantal downloads tot honderd miljoen. Maar veertien jaar na de lancering, op 31 mei 2019, toen bleek dat de strijd tegen Whatsapp en Telegram verloren was, besloot het bedrijf om de stekker uit de ooit zo succesvolle dienst te trekken voor particuliere gebruikers.
Anders dan bij sms ging adressering initieel niet met het gewone telefoonnummer, maar met een speciaal nummer, de BlackBerry PIN. Door dit nummer selectief aan anderen te verstrekken kon men (net als bij het telefoonnummer en het e-mailadres, maar onafhankelijk daarvan) bepalen van wie men berichten via dit systeem wil ontvangen. Naderhand werd de applicatie, net als de grootste concurrent  Whatsapp, bijkomend gestuurd vanuit het GSM-nummer.

## Trivia
Rapduo Fouradi scoorde in 2010 een hit waarin pingen centraal stond: Ping!